# Benthaster
Benthaster is een geslacht van zeesterren uit de familie Pterasteridae.

## Soorten
- Benthaster eritimus Fisher, 1906
- Benthaster penicillatus Sladen, 1882
- Benthaster wyvillethomsoni Sladen, 1882